# Гуажеру
Гуажеру (порт. Guajeru)  —  муниципалитет в Бразилии, входит в штат Баия. Составная часть мезорегиона Юго-центральная часть штата Баия. Входит в экономико-статистический  микрорегион Брумаду. Население составляет 15 973 человека на 2006 год. Занимает площадь 643,439 км². Плотность населения — 24,8 чел./км².
Праздник города — 25 ноября.

## История
Город основан 25 февраля 1985 года. 

## Статистика
- Валовой внутренний продукт на 2003 год составляет 23 323 064,00 реалов (данные: Бразильский институт географии и статистики).
- Валовой внутренний продукт на душу населения на 2003 год составляет 1604,95 реалов (данные: Бразильский институт географии и статистики).
- Индекс развития человеческого потенциала на 2000 год составляет 0,633 (данные: Программа развития ООН).

## Галерея

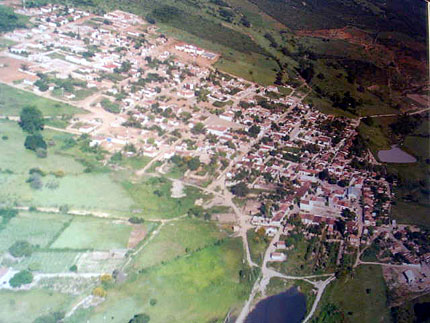
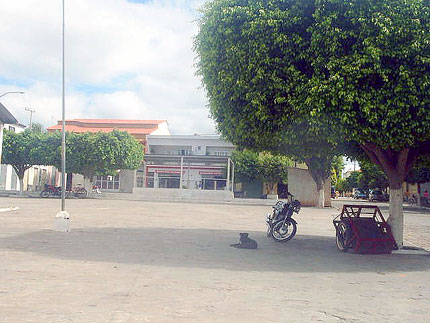
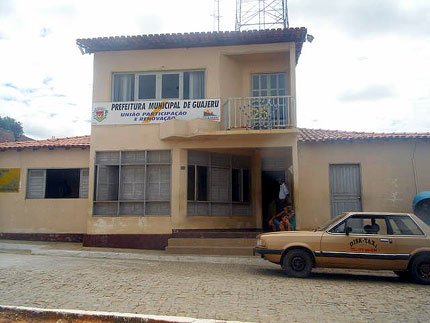

## География
Климат местности: полупустыня.